# Esperia (Italia)
Esperia è un comune italiano di 3 552 abitanti della provincia di Frosinone nel Lazio.

## Geografia fisica

### Territorio
Esperia è il secondo comune più esteso della provincia, comprendendo le vette montagnose alle spalle della cittadina costiera di Formia. Il suo territorio è per lo più montuoso e boscoso con un'ampia escursione di quota: dai 42 m s.l.m.  Cecubo.

### Clima
Classificazione climatica: zona D, 1811 GG

## Origini del nome
Il toponimo Esperia risale al 1867, quando le attuali frazioni si unirono in un'unica amministrazione e Roccaguglielma venne scelta come sede municipale. Il nome scelto per la nuova realtà amministrativa indica l'astro Espero, ovvero il nome con cui gli antichi Greci indicavano la penisola italiana. Un'altra ipotesi vuole che il nome "Esperia" derivi dalla parola “spera”, che indica i raggi solari. Un'altra ipotesi ancora vuole invece che il nome sia dovuto allo “sperone” alle cui pendici è posto il paese. Non è comunque da escludere che il toponimo faccia riferimento a entrambe le parole.

## Storia
Alcuni studiosi fanno risalire i primi insediamenti sul territorio esperiano come Interamna Lirenas o all'epoca tardo-antica sul monte Cecubo; certa è invece la creazione di borghi voluta da Montecassino nel X secolo. La popolazione che prima di allora abitava piccoli insediamenti sparsi sul territorio fu fatta progressivamente convogliare nei pressi di San Pietro e di San Paolo della Foresta, due monasteri benedettini costruiti per sostituire l'antico Santo Stefano, distrutto tra l'817 e l'828 dai musulmani.
Il normanno Guglielmo di Blosseville, nello stesso periodo, fece confluire la popolazione sempre da insediamenti locali nel castrum sul monte Cecubo da lui voluto. Il castello prese il nome di Roccaguglielma e aveva il fine di controllare il passo che permette di raggiungere da Pontecorvo e Aquino, città dei Normanni, Gaeta senza dover passare per Cassino.
Nei secoli la collocazione strategica di Roccaguglielma e del suo feudo ne fece un territorio spesso conteso. Tra le famiglie nobili che ne presero possesso si ricordano gli Spinelli, che nel XIV secolo realizzarono molte opere edilizie, i della Rovere e i Farnese. A Roccaguglielma è documentata nel Cinquecento la presenza di un piccolo nucleo di ebrei insediato nella zona di Portella. Nel 1497 e nel 1503 il centro e il suo territorio subirono pesanti distruzioni a opera del generale spagnolo Gonzalo Fernandez de Cordoba. Il periodo più florido fu tra il XVI e il XVII secolo. Nel 1636 il feudo fu devoluto alla camera regia. Nel 1654, a seguito di un violento terremoto, si ebbe una nuova devastazione.
L'esperiano Clino Roselli ebbe parte attiva nella Repubblica Partenopea, ma venne giustiziato dai Borbonici nel 1799. Erano gli anni di maggiore diffusione locale del brigantaggio, che aveva forte presa sulla popolazione rurale spesso in funzione anti-napoleonica; agirono sul territorio l'itrano Fra Diavolo nel periodo napoleonico e Chiavone nel periodo post-unitario. Sotto il governo di Gioacchino Murat, si realizzò una nuova sistemazione amministrativa del territorio: Roccaguglielma fu separata dalle attuali frazioni di Esperia inferiore e Monticelli che costituirono il comune di San Pietro in Curolis. Dopo l'unità d'Italia, nel 1867, Roccaguglielma e San Pietro si fusero e presero il nome di Esperia. Con il declino delle opportunità date da un'economia rurale, Esperia iniziò a spopolarsi progressivamente.
Esperia si trova lungo quella che fu la linea Gustav durante il secondo conflitto mondiale: il territorio fu più volte bombardato, la popolazione fuggì ma ci furono comunque ingenti perdite. Lo sfondamento del fronte avvenne proprio a Esperia per opera delle truppe franco-maghrebine, le quali commisero le marocchinate, stupri ed episodi di violenza sulla popolazione locale che portarono allo stupro di 700 donne locali. Per questi episodi di sofferenza, al comune fu conferita l'onorificenza della medaglia d'oro al merito civile.

### Simboli
Il gonfalone è un drappo partito di bianco e di azzurro.

## Monumenti e luoghi d'interesse

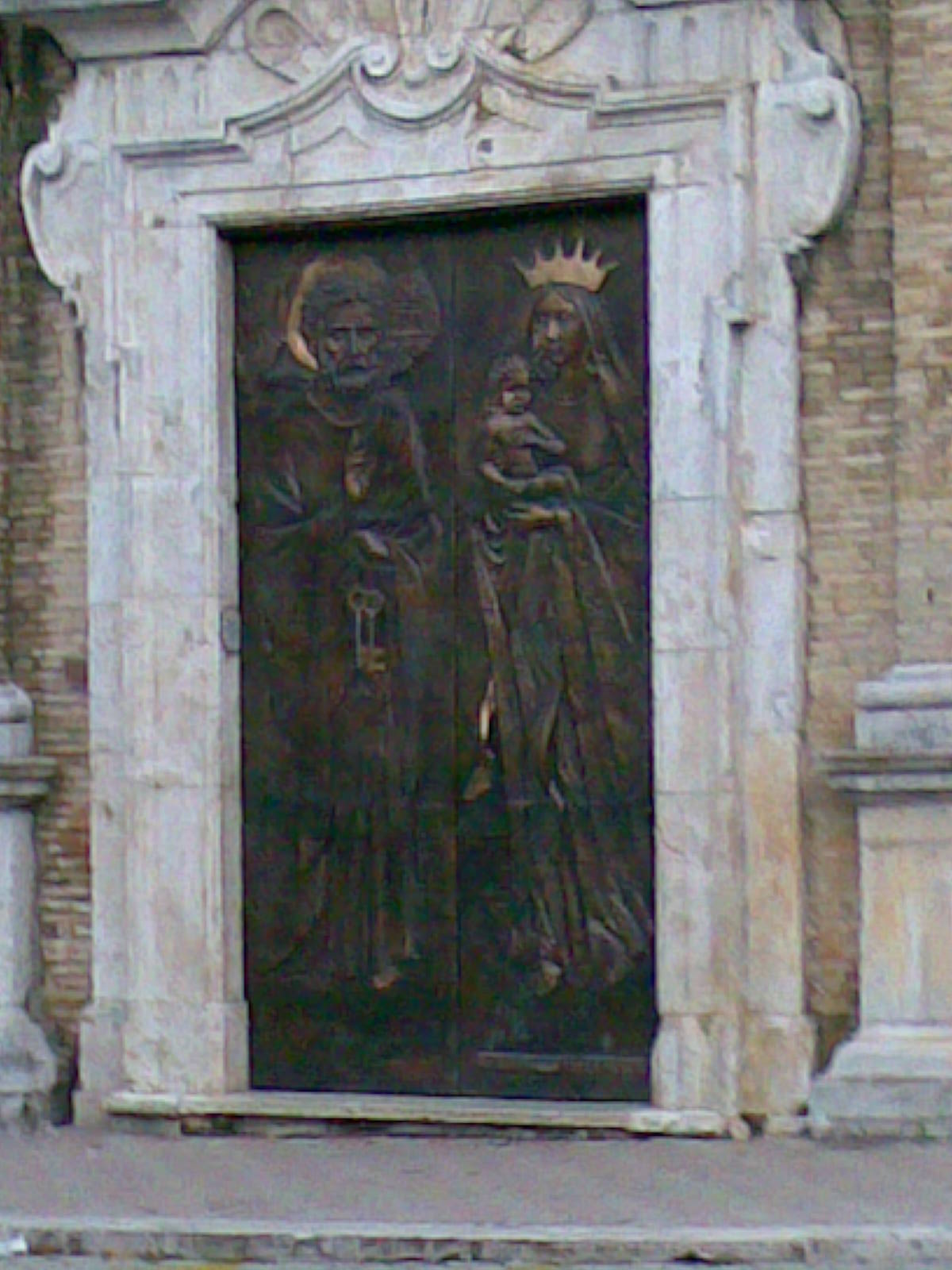
Portale con San Pietro e Madonna con Bambino

### Architetture religiose
- Chiesa di San Maria Maggiore; in Santa Maria Maggiore, a Esperia superiore, si possono ammirare un'opera del pittore Taddeo Zuccari, la statua lignea del protettore San Clino Abate, che si dice riprenda i lineamenti di Clino Roselli, e un bassorilievo del 1521.
- Chiesa della Madonna di Loreto; nella chiesa barocca si conserva una Madonna lignea risalente al XVI secolo e due opere del pittore Luca Giordano.
- Chiesa di Santa Maria di Montevetro, con affreschi del XV secolo
- Chiesa di San Donato

### Architetture militari
- Castello[6]

Architetture civili
Palazzo baronale Spinelli

### Altro
Recentemente (2006) in località San Martino, sono state scoperte e attualmente in fase di studio, orme di dinosauro di diverse specie. I primi studi fanno risalire queste impronte presumibilmente a 250 milioni di anni fa.
cippo di età borbonica

### Aree naturali
- Parco naturale dei Monti Aurunci

Musei
museo del carsismo

## Società

### Evoluzione demografica
Abitanti censiti

### Religione
La popolazione professa per la maggior parte la religione cattolica nell'ambito della diocesi di Sora-Cassino-Aquino-Pontecorvo

## Economia
Di seguito la tabella storica elaborata dall'Istat a tema Unità locali, intesa come numero di imprese attive, ed addetti, intesi come numero di addetti delle imprese locali attive (valori medi annui).
|           | 2015                  |                              |                            |                |                       |                     | 2014                  |                | 2013                  |                |
| --------- | --------------------- | ---------------------------- | -------------------------- | -------------- | --------------------- | ------------------- | --------------------- | -------------- | --------------------- | -------------- |
|           | Numero imprese attive | % Provinciale Imprese attive | % Regionale Imprese attive | Numero addetti | % Provinciale Addetti | % Regionale Addetti | Numero imprese attive | Numero addetti | Numero imprese attive | Numero addetti |
| Esperia   | 140                   | 0,42%                        | 0,03%                      | 251            | 0,24%                 | 0,05%               | 147                   | 259            | 145                   | 261            |
| Frosinone | 33.605                |                              | 7,38%                      | 106.578        |                       | 6,92%               | 34.015                | 107.546        | 35.081                | 111.529        |
| Lazio     | 455.591               |                              |                            | 1.539.359      |                       |                     | 457.686               | 1.510.459      | 464.094               | 1.525.471      |

Nel 2015 le 140 imprese operanti nel territorio comunale, che rappresentavano lo 0,42% del totale provinciale (33.605 imprese attive), hanno occupato 251 addetti, lo 0,24% del dato provinciale; in media, ogni impresa nel 2015 ha occupato poco meno di due addetti (1,79).

### Agricoltura
La coltivazione e la lavorazione del tabacco e la pastorizia rimangono le maggiori attività produttive del comune; l'emigrazione, iniziata nel XIX secolo, si protrae oggi verso i centri industriali.

### Allevamento
Esperia dà il nome ad una razza di pony, originaria dei Monti Aurunci ed Ausoni, che è una delle quindici razze a diffusione limitata riconosciute dall'Associazione Italiana Allevatori ed è l'unica razza italiana denominata "pony".
Pony di Esperia è una razza di pony originaria dei Monti Aurunci ed Ausoni vicino ad Esperia nella provincia di Frosinone, nel Lazio.
Il Pony di Esperia viene allevato allo stato brado, senza mai venire ricoverato in stalla, ed è quindi un pony molto rustico e frugale e resistente alle avversità. L'altezza minima al garrese è di 138 cm nei maschi e di 132 cm nelle femmine, mentre la circonferenza dello stinco è di 19 cm nei maschi e di 18 cm nelle femmine.
Di fatto l'Esperia ha la morfologia di un piccolo cavallo ed assomiglia al Deutsche Reitpony, per cui risulta molto adatto all'impiego sportivo in concorsi equestri.
(Articolo inserito da John Rapestis).

## Amministrazione
Nel 1927, a seguito del riordino delle circoscrizioni provinciali stabilito dal regio decreto n. 1 del 2 gennaio 1927, per volontà del governo, etc... (Articolo inserito da John Rapestis).fascista, quando venne istituita la provincia di Frosinone, Esperia passò dalla provincia di Caserta a quella di Frosinone.

### Altre informazioni amministrative
- È sede della XIX Comunità Montana "L'Arco degli Aurunci" e fa parte del Parco naturale dei Monti Aurunci.